# Perche-Canada
Fondée en 1956, l’association Perche-Canada (association loi de 1901) a pour objet de renouer les liens entre les habitants du Perche d’aujourd’hui et les descendants des émigrants fondateurs, de perpétuer cette page d’histoire par des recherches historiques, par des animations, par des voyages et par un soutien aux projets de coopération (échanges de jeunes, accueil de groupes, etc.).

## Historique
Aux XVIIe et XVIIIe siècles, plus de 300 habitants de la province du Perche ont émigré au Canada. Le premier groupe des colons arrivé en 1634, conduit par Robert Giffard (baptisé vers 1587 à Autheuil, département de l’Orne - décédé à Beauport, province de Québec, en 1668) a posé la « première pierre » de la démographie de la Nouvelle-France.

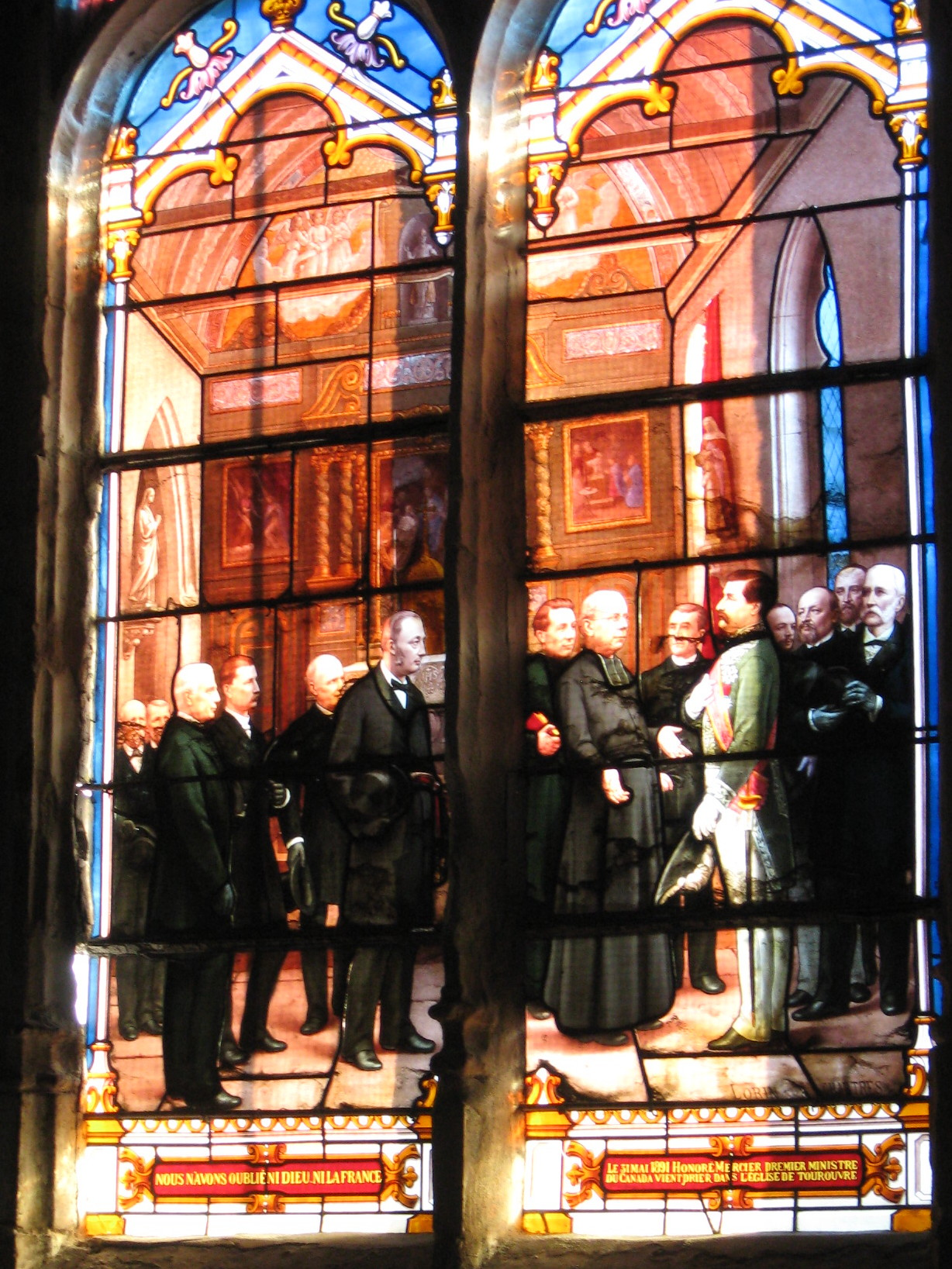
Visite d'Honoré Mercier, à Tourouvre (vitrail de l'église Saint-Aubin, Tourouvre)

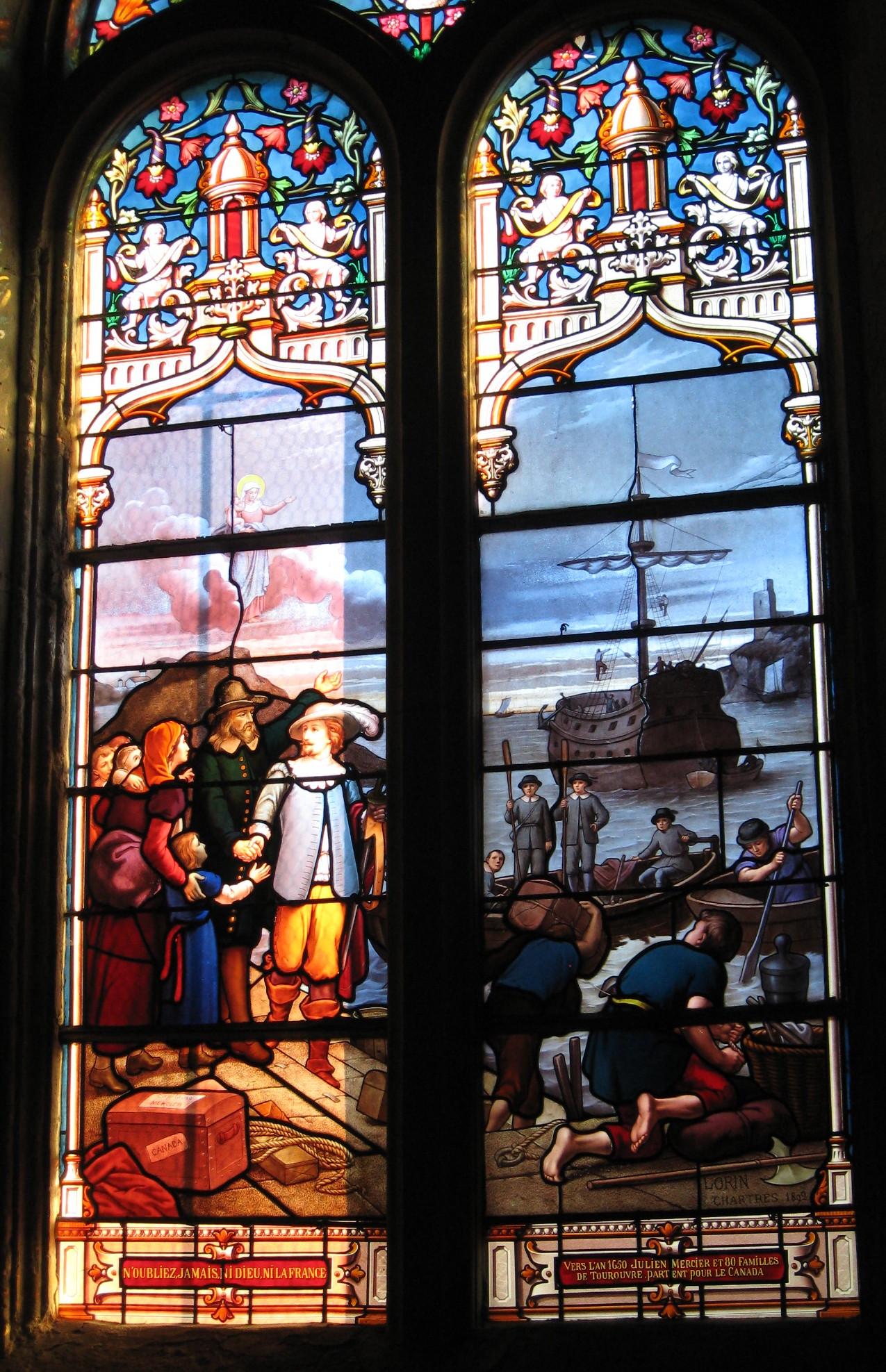
Julien Mercier, migrant en Nouvelle-France (église Saint-Aubin, Tourouvre)

La visite d’Honoré Mercier, Premier ministre du Québec en 1891, à Tourouvre, terre de son ancêtre Julien Mercier, marque le début des retrouvailles. Au XXe siècle, avec l’amélioration des conditions de navigation, puis l’avènement de l’aviation, les voyages entre Amérique du Nord et Europe permettent de développer les échanges d’informations. Au lendemain de la Seconde Guerre mondiale, débute le grand retour des descendants. À défaut de structure d’accueil, est créé en 1954, à Mortagne-au-Perche, un comité Perche-Canada rattaché à Normandie-Canada. En 1956, ce comité dépose ses propres statuts.

### Fondateurs
Édouard Leboucher, président (1915-1985), Jean Aubry (1904-1986), Fernand Fortin (1888-1965), Pierre Montagne (1902-1988), Françoise Montagne (1912-1993).
Leurs premières actions furent de faire connaître les liens entre le Perche et le Canada, par l'intermédiaire des Percherons qui ont migré au Québec. Ainsi, en 1958, le chanoine Jean Aubry donne une conférence sur « La romanesque histoire de Mme de La Peltrie, Percheronne, émigrée au Canada », qui sera retranscrit dans les Mémoires de la Société généalogique canadienne-française (t. IX, no 2, avril 1958, p. 123–127).

## Activités
Depuis soixante ans, Perche-Canada est à l’origine de manifestations et de recherches historiques menés notamment par Françoise Montagne, historienne et paléographe qui découvre dans les archives des notariats du Perche, de nombreux documents du XVIIe siècle. Est ainsi proposé un regard renouvelé sur les origines familiales des émigrants, à travers des publications :
- Montagne Françoise, Robert Drouin et son cousin Barthélémy Lemoine. Documents sur Le Pin-la-Garenne [Orne] de la fin du XVIe au début du XVIIe siècle et sur l'émigration percheronne au Canada, Association Perche-Canada, Mortagne-au-Perche, 1986, 12 pages[2].

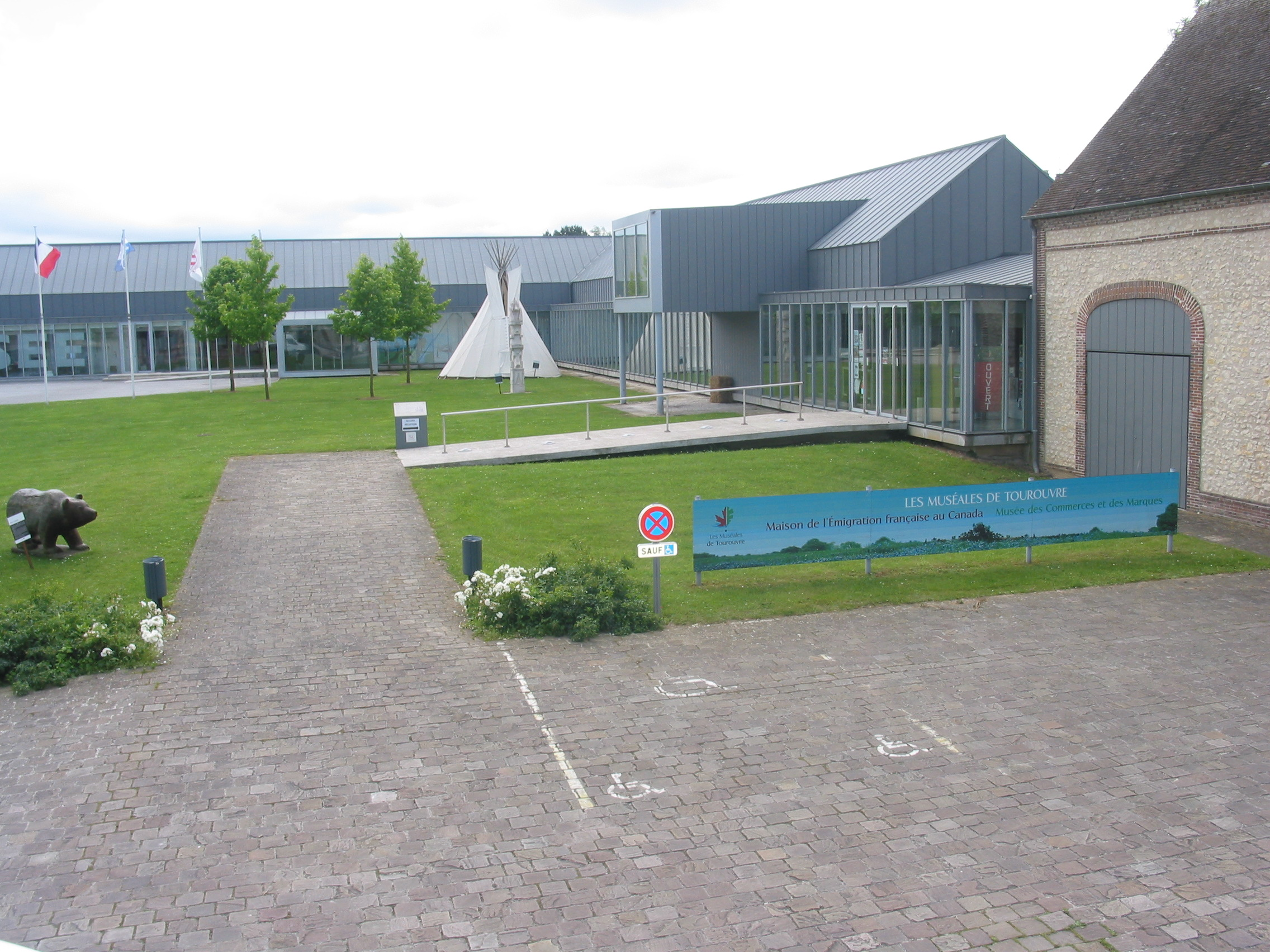
Les Muséales de Tourouvre, fondées par la Communauté de communes du Haut-Perche avec l'aide de Perche-Canada

Perche-Canada inaugure en 1987, en partenariat avec la municipalité de Tourouvre (Orne), un premier musée de l’émigration. Lui succède, en 2006, la Maison de l’Émigration française au Canada (Muséales de Tourouvre) réalisé par la communauté de communes du Haut-Perche. De nombreuses personnalités québécoises et canadiennes, notamment en 2000 le Premier ministre du Canada Jean Chrétien ou la chanteuse Isabelle Boulay, sont venues, à l’invitation de Perche-Canada, découvrir la région de France d’où sont partis les premiers habitants de leur pays.

### Des manifestations sont récurrentes
- Des voyages sont organisés au Canada, comme cela fut le cas en 2014[4]. Le prochain voyage est programmé en avril 2017.
- Des concerts de musique sont organisés, comme le 30 juin 2016 par Anne Robert (violon) et Jacques Boucher (organiste)[5].
- Des voyages dans le cadre du jumelage avec Boucherville, comme en 2013[6], 2014[7].

### Des actions culturelles

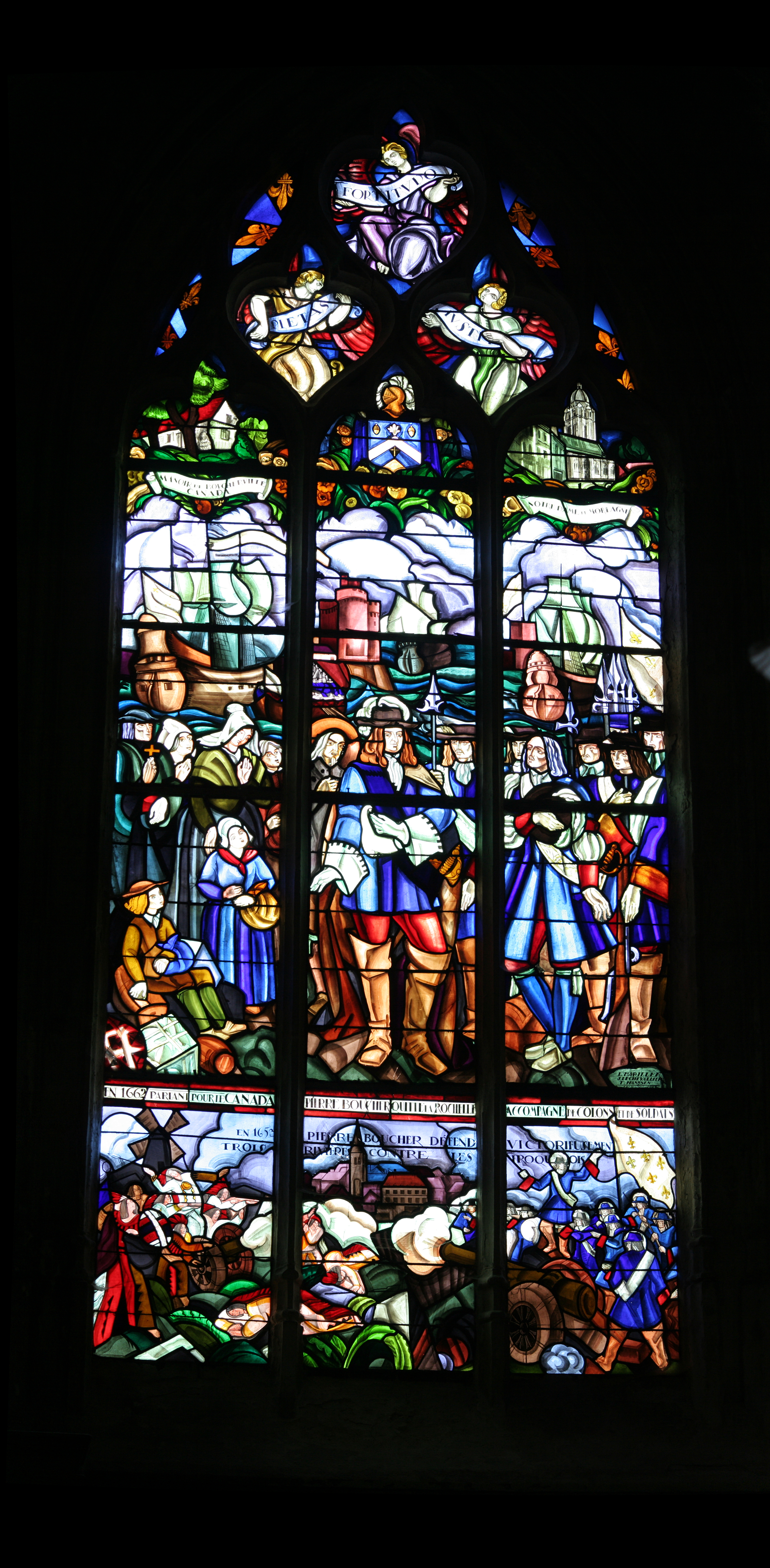
Vitrail à la mémoire de Pierre Boucher, église Notre-Dame de Mortagne-au-Perche

En 2011, Perche-Canada a produit un documentaire sur « Pierre Boucher, seigneur en Nouvelle France », réalisé par APO Productions, DVD de 52 min. Ce film retrace le parcours de Pierre Boucher, né à Mortagne-au-Perche en 1622, qui a quitté le Perche vers 1635, défendu la ville de Trois-Rivières en 1653, fondé Boucherville en 1667, avant d'y décéder en 1717. En avril 2012, les droits audiovisuels furent acquis par la ville de Boucherville.
En 2016, Perche-Canada a réalisé une exposition « Perche & Canada, quatre siècles d'histoire », avec le soutien de nombreux mécènes (dont le Conseil départemental de l'Orne). Cette exposition fut visible aux Muséales de Tourouvre, puis à Mortagne-au-Perche.
En novembre 2016, Perche-Canada - en coédition avec les Amis du Perche - a publié l'ouvrage de Michel Ganivet, sur Épopée en Nouvelle-France, dans la collection « Perche et Canada, quatre siècles d'histoire ». Ce livre fut présenté à la médiathèque de Mortagne-au-Perche le 26 novembre 2016, puis mis à l'honneur lors du 9e salon du livre du Perche (Soligny-la-Trappe) les 3-4 décembre 2016.
En avril-mai 2017, Perche-Canada a honoré la mémoire de Pierre Boucher (le 23 avril à Boucherville) et à Mortagne-au-Perche,.

### Des manifestations exceptionnelles et commémoratives
- 2000 : Présence de Jean Chrétien, Premier ministre du Canada, à Tourouvre puis à Mortagne-au-Perche[14].
- 7-8-9 juin 2013 : Congrès de France-Canada dans le Perche, sous la présidence de Marc Lafineur, sur le thème « La population du Canada, de l’émigration percheronne à la société multiculturelle »[15],[16].
- 2-3 avril 2016 : pour le 60e anniversaire de l'association, une exposition sur « Perche & Canada, 400 ans d'histoire » fut inaugurée par l'ambassadeur du Canada en France Lawrence Cannon, aux Muséales de Tourouvre[17]. Elle devient itinérante dans le Perche, à Mortagne-au-Perche[18], Nogent-le-Rotrou[19].
- 7 août 2016 : avec l'aide de la ville de Mortagne-au-Perche, le comité des fêtes de Loisé, la paroisse Sainte-Céronne-au-Perche, les Amis du Perche, les Amis du musée Alain et l'association de sauvegarde de l'église de Loisé, un hommage a été rendu à l'abbé Jean Aubry (1904-1986), cofondateur de l'association[20].
- 27 avril 2019 : avec la commune de Saint-Mard-de-Réno, les Amis du Perche, l'association Patrimoine de Saint-Mard, un hommage a été rendu à Me Edouard Leboucher, président-fondateur de l'association[21].

## Liens
- Association nationale France-Canada